# Cantoanele Croației
Cantoanele (singular županija, plural županije) sunt unitățile administrativ-teritoriale de gradul I ale Croației. Republica este divizată în 21 de astfel de unități, inclusiv și orașul Zagreb, ce are statut de canton.

## Lista cantoanelor
Mai jos este lista cantoanelor, grupate pe sisteme geografice:

Cantoanele Croaţiei

| Canton                           | Nume oficial                    |
| Croația Centrală                 |                                 |
| Bjelovar-Bilogora                | Bjelovarsko-bilogorska županija |
| Karlovac                         | Karlovačka županija             |
| Koprivnica-Križevci              | Koprivničko-križevačka županija |
| Krapina-Zagorje                  | Krapinsko-zagorska županija     |
| Međimurje                        | Međimurska županija             |
| Sisak-Moslavina                  | Sisačko-moslavačka županija     |
| Varaždin                         | Varaždinska županija            |
| Cantonul Zagreb                  | Zagrebačka županija             |
| Orașul Zagreb                    | Grad Zagreb                     |
| Litoral (Coasta Mării Adriatice) |                                 |
| Dubrovnik-Neretva                | Dubrovačko-neretvanska županija |
| Istria                           | Istarska županija               |
| Lika-Senj                        | Ličko-senjska županija          |
| Primorje-Gorski Kotar            | Primorsko-goranska županija     |
| Split-Dalmația                   | Splitsko-dalmatinska županija   |
| Šibenik-Knin                     | Šibensko-kninska županija       |
| Zadar                            | Zadarska županija               |
| Slavonia                         |                                 |
| Brod-Posavina                    | Brodsko-posavska županija       |
| Osijek-Baranja                   | Osječko-baranjska županija      |
| Požega-Slavonia                  | Požeško-slavonska županija      |
| Virovitica-Podravina             | Virovitičko-podravska županija  |
| Vukovar-Srijem                   | Vukovarsko-srijemska županija   |